# Ничеговка (Черниговская область)
Ничего́вка (укр. Нічогівка) — село в Козелецком районе Черниговской области Украины. Население 359 человек. Занимает площадь 2,196 км².
Код КОАТУУ: 7422086201. Почтовый индекс: 17082. Телефонный код: +380 4646.

## Власть
Орган местного самоуправления — Ничеговский сельский совет. Почтовый адрес: 17085, Черниговская обл., Козелецкий р-н, с. Ничеговка, ул. Ленина, 55.

## Известные уроженцы
- Пономарчук, Лаврентий Петрович - Герой Советского Союза